# بازینویل
بازینویل (به فرانسوی: Bazainville) یک کمون (فرانسه) در فرانسه است که در ایولین واقع شده‌است. بازینویل ۱۲٫۰۳ کیلومتر مربع مساحت دارد.